# Kamazustadion

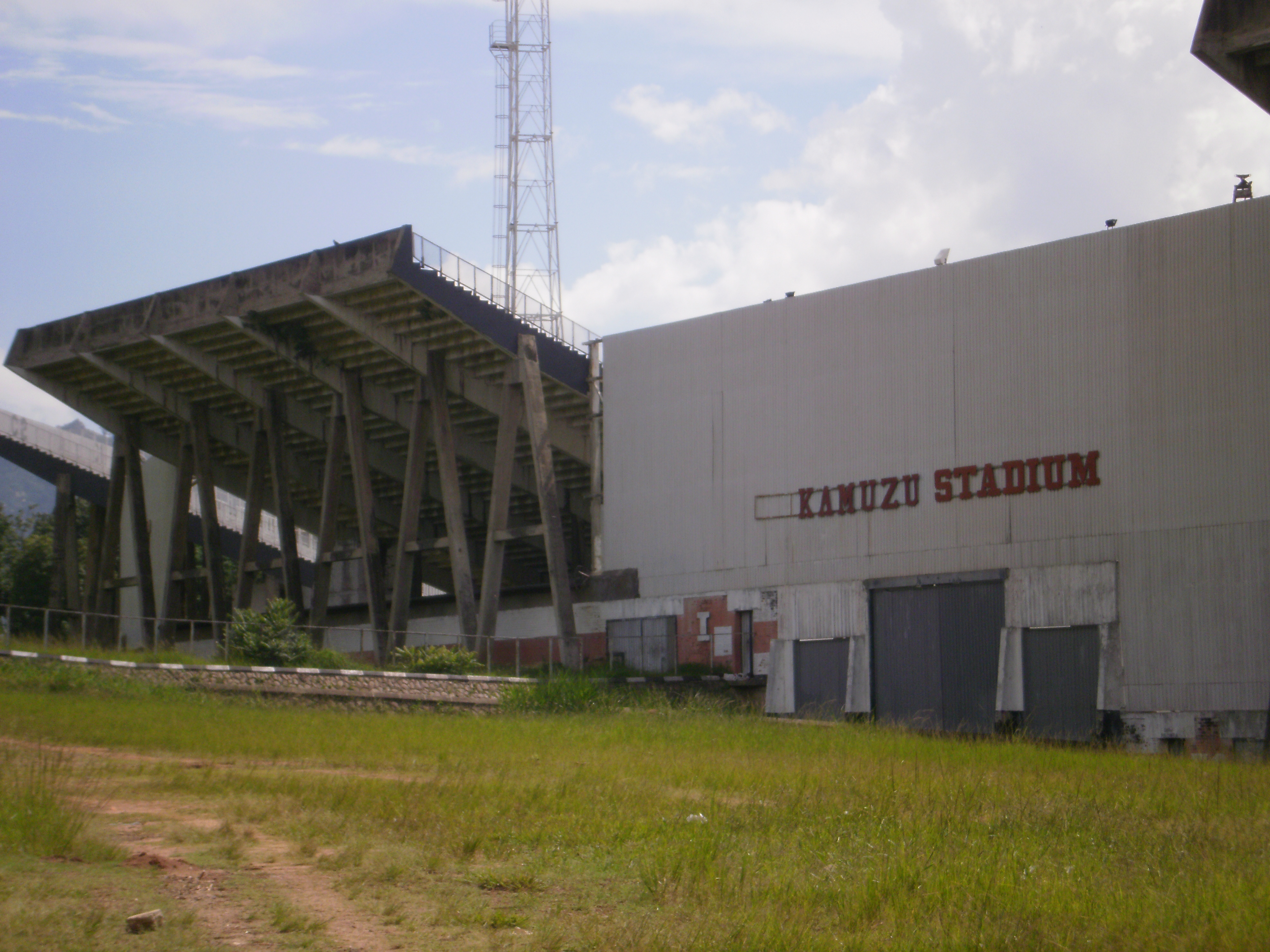
Kamuzu Stadion

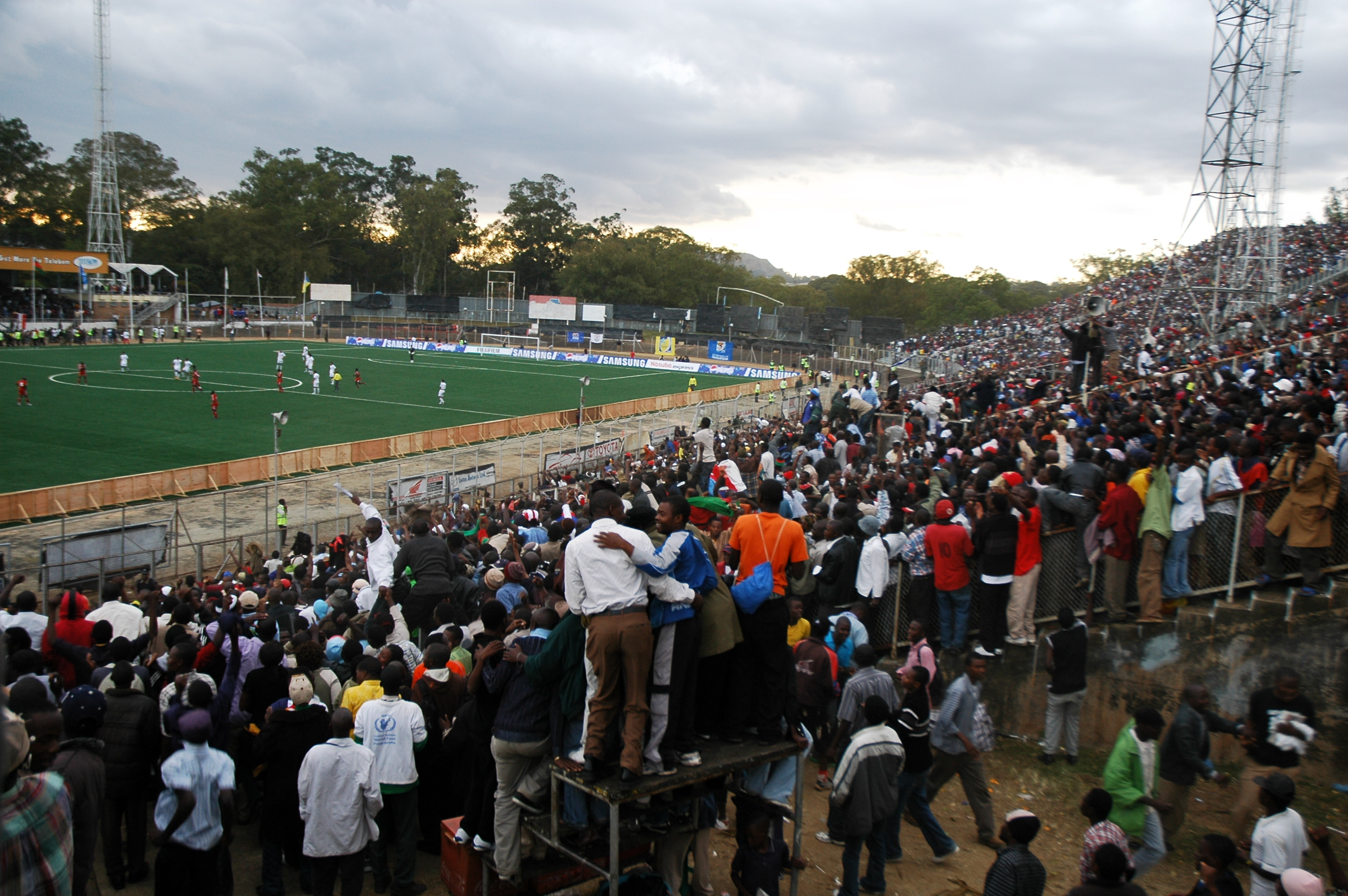
Kamuzu Stadium tijdens Malawi - Egypte, 2008

Het Kamuzu Stadion is een multifunctioneel stadion uit Blantyre in Malawi. Het is op dit moment voornamelijk gebruikt voor voetbalwedstrijden. Het stadion heeft een capaciteit van 50.000 toeschouwers. In het koloniale tijdperk (1964-1997) heette het Langley Stadion.